# Cape York (meteoryt)
Cape York – meteoryt żelazny z grupy IIIAB, znajdowany już w XIX wieku w północno-zachodniej części Grenlandii w gminie Qaasuitsup. Meteoryt Cape York jest jednym z czterech zatwierdzonych meteorytów znalezionych na Grenlandii i należy do jednych z największych na Ziemi.
Największy jego fragment został przywieziony z Grenlandii do Stanów Zjednoczonych w 1897 r. przez wyprawę Roberta E. Peary’ego. Otrzymał on nazwę „Ahnighito” na cześć córki Peary’ego (było to jej drugie imię).  Masę odłamka, szacowaną początkowo na 36-37 ton, ważenie na specjalnie zainstalowanej wadze skorygowało do poziomu 68 086 funtów, czyli niecałych 31 ton. Został uznany za drugi co do wielkości meteoryt znaleziony na Ziemi (po meteorycie Hoba), a największy przemieszczony z miejsca znalezienia.